# Drakar och Demoner
För den tecknade serien, se Drakar & Demoner.
Drakar och Demoner är en serie svenska fantasy-rollspel utgivna sedan 1982 av Äventyrsspel (Target Games) och senare Riot Minds. Drakar och Demoner är Sveriges mest sålda rollspel; uppskattningsvis har spelet sålt i långt över 100 000 exemplar, alla utgåvor sammanräknade – en anmärkningsvärt hög siffra i jämförelse med antalet svenskspråkiga i världen, inte minst med tanke på att varje enskild spelbox tenderade att användas av flera personer. Spelet har dessutom för många icke-rollspelare blivit synonymt med rollspel, på samma vis som Dungeons & Dragons har blivit i den engelsktalande delen av världen. Drakar och Demoner brukar förkortas DoD till skillnad från D&D som betecknar Dungeons & Dragons.
Den 31 augusti 2021 meddelade Fria Ligan att de förvärvat rättigheterna till varumärket Drakar och Demoner från Riot Minds. De meddelar att de tänker ge ut en ny, tolfte utgåva av spelet under spelets 40-årsjubileum 2022.
Spelets elfte utgåva från Fria Ligan kommer även, för första gången, ges ut på engelska under namnet Dragonbane.
Teckensnittet i Drakar och Demoners originallogotyp heter Mellissa Inline.

## Ursprung
Drakar och Demoner är, trots namnets likhet, inte en översättning av Dungeons & Dragons utan var ursprungligen en översättning av Chaosiums Basic Role-Playing tillsammans med Magic World (ett kampanjhäfte för fantasy). Fredrik Malmberg, en av Target Games grundare, köpte rättigheterna att konstruera och ge ut rollspel baserade på Basic Role-Playing i Sverige av Chaosium för ett engångsbelopp.

## Versionshistorik
Drakar och Demoners versionshistorik är oklar eftersom utgivarna vid flera tillfällen inte har varit tydliga med om de avser utgåva eller regelversion. Förvirringen härrör främst från förordet till 1987 års utgåva som i förordet omnämns som "den tredje upplagan av Drakar och Demoner", trots att det var den fjärde utgåvan av grundreglerna. Felet kommenteras av redaktionen på sidan 15 i Sinkadus 18. På grund av det felaktiga förordet har utgåvorna från 1991, 1994 och 2000 kallats för fjärde, femte respektive sjätte versionen när de rent kronologiskt var femte, sjätte och sjunde utgåvorna. Utgåvan från 1985 har kallats "version 2.1" för att passa in mellan andra utgåvan (från 1984) och den förmodat tredje (från 1987). Man kan förvisso betrakta 1985 års utgåva som en nytryckning av 1984 års utgåva eftersom texten är identisk, så när som på några rättningar av mindre skriv- och tryckfel; å andra sidan hade 1985 års utgåva ett annat medföljande äventyr.
| Version | Grundregler                     | Huvudregler               |
| ------- | ------------------------------- | ------------------------- |
| 1       | 1982 års utgåva                 | 1982 års utgåva           |
| 2       | 1984, 1985 och 1987 års utgåvor | 1984 och 1985 års utgåvor |
| 3       | 1991 års utgåva                 | 1987 års utgåva           |
| 4       | 1994 års utgåva                 | 1991 års utgåva           |
| 5       | 2000 års utgåva                 | 1994 års utgåva           |
| 6       | 2003 års utgåva                 | 2000 års utgåva           |
| 7       | 2006 års utgåva                 | 2006 års utgåva           |
| 8       | 2016 års utgåva                 | 2016 års utgåva           |
| 9       | 2023 års utgåva                 | 2023 års utgåva           |

Vad beträffar vilka versioner av reglerna som funnits har reglerna inte alltid ändrats i och med en ny utgåva. Den första utgåvan (1982) var en översättning och omarbetning av Basic Role-Playings ursprungliga regler. Dessa omarbetades till 1984 års utgåva och medan ny text skrevs till 1987 års utgåva var reglerna desamma och utgör alltså den andra versionen av grundreglerna. 1991 års utgåva anger i förordet att den är "den tredje omarbetade upplagan av Drakar och Demoner", vilket är helt riktigt om man betraktar spelets grundregler. Emellertid så kom Drakar och Demoner Expert, en expansion till grundreglerna utgiven första gången 1985, av många att ses som huvudregler (de är en expansion på 1984 års regler), ända fram till 1991. Det fanns även ytterligare en parallell men fristående regelversion i och med den år 1987 utgivna Japan-inspirerade Drakar och Demoner Samuraj vilken skilde sig från både grund- och Expertreglerna. I både 1994 och 2000 års utgåvor hade reglerna förändrats märkbart jämfört med föregångarna men 2002 kom åter en expansion vid namn "Expert" som förändrade reglerna. Delar av Expertreglerna infogades sedan i 2003 års utgåva. Utgåvan från 2006 medförde återigen ett förändrat regelverk.
Den version av spelet som kallas "Drakar och Demoner 6" är alltså den sjunde utgåvan, den femte versionen av grundreglerna och den sjätte versionen av huvudreglerna.

### Äventyrsspel (1982–1999)

#### Första utgåvan, 1982
Drakar och Demoners första utgåva, också kallad "den blå boxen", gavs ut 1982 och  innehöll en regelbok som bestod av en översättning och omarbetning av Basic Role-Playing, kampanjmaterialet Magic World samt det egna äventyret Bland alfer och troll.

#### Andra och tredje utgåvorna, 1984 och 1985
Den andra utgåvan, kallad "den svarta boxen", var en kraftig omarbetning av texten i regelhäftet och reglerna ändrades något. Denna utgåva var också den där Michael Whelans Elric-bild första gången användes som omslag. Michael Whelans olika Elric-bilder kom sedan att pryda omslagen till Drakar och Demoners regler ända till 1994.
Med spelet följde också ett ark silhuettfigurer att klippa ut, några golvplaner och äventyret Sarkath Hans gravvalv.
Utgåvan från 1985 innehöll i stort sett bara rättning av stavfel och andra småfel från den föregående utgåvan. Många rollspelare uppfattade därför inte tredje utgåvan som en ny version och utgåvan kallas därför ofta för "version 2.1". Med denna utgåva följde äventyren Spindelkonungens pyramid och Skelettbyns hemlighet.

##### Drakar och Demoner Expert, 1985
Drakar och Demoner Expert, ofta bara kallat "Expert", är ett svenskt fantasy-rollspel, utgivet 1985. Det är en expansion till förlagan Drakar och Demoner (1982) och utgivet av Äventyrsspel (Target Games).
Spelet är en utvecklad version av förlagan där framför allt regelsystemet byttes ut till ett eget konstruerat system utformat av bland andra Anders Blixt. Världsbeskrivningen och andan av originalspelet behölls, och man behövde 1984 eller 1985 års utgåva för att kunna använda sig av dess två expansioner, Expert (1985) och Gigant (1987). 
Den största förändringen var att färdighetsvärdena, som tidigare hade slagits med tärningsslaget T100, nu dividerats med fem och slogs med en tjugosidig tärning. Förutom detta introducerades nya omfattande magi- och färdighetssystem och ett detaljerat sätt att skapa rollpersonerna. Expertreglerna kom att utgöra en parallell linje till Drakar och Demoners fram till 1991, med äventyr som Äventyrspaket 1 kompatibla med båda.

##### Drakar och Demoner Gigant, 1987
Drakar och demoner Gigant, kallas ofta "Gigant", är en expansion till rollspelet Drakar och Demoner expert som är en expansion till Drakar och Demoner. Spelet Utgavs 1987 av Äventyrsspel. 
Spelet bygger vidare på Expert och ändrar inte så mycket på det, det lägger till några yrken samt utvecklar örter och droger avsnittet. De lägger även till några nya magikonster och en ny magiskola. Det mest uppmärksammande dock är att de har lagt till regler för fältslag. Denna expansion ansågs vara bra även om den inte var lika hyllad som Expert. Då den var explicit tillägg till Expert var det inte en ny utgåva.

#### Fjärde utgåvan, 1987
Spelets fjärde utgåva, "den gröna boxen", kom 1987 och innebar helt nyskriven text och nya illustrationer. Reglerna var identiska med andra och tredje utgåvan men vissa avsnitt hade förtydligats och några konstigheter rättats till. Dessutom var siluettfigurerna och golvplanerna snyggare och till introduktionsäventyr valdes Äventyrspaket 1.
År 1988 gavs spelet ut på både norska och danska, men försäljningsframgångarna uteblev.
Trots att 1987 års utgåvas regler är identiska med 1984 och 1985 års uppfattas 1987 års utgåva som en ny version och kallas därför ofta för "version 3" eller, felaktigt, "tredje utgåvan". Denna skillnad mellan "version" och "utgåva" har hängt med sedan dess och spelets sjunde utgåva från 2000 kallas följaktligen för "Drakar och Demoner 6".

##### Drakar och Demoner Samuraj, 1987
Drakar och Demoner Samuraj var en alternativ kampanjvärld till fjärde utgåvan av Drakar och Demoner utgivet 1987 av Äventyrsspel.
Drakar och Demoner Samuraj var inte ett eget spel, utan Drakar och Demoners grundregler behövdes som referens. Det utspelade sig i öriket Jih-pun, en fantasy-version av det feodala Japan under 1500–1800-talet. Reglerna baserades på både 1984 års upplaga och Drakar och Demoner Expert och hade ett helt eget system för magi, regler för karma och själavandring samt en lösning på problemet att grundegenskaperna i ett Basic Role-Playing-baserat system vanligtvis inte har någon betydelse i spelet efter att rollpersonen skapats.
I häftet om kampanjmiljön beskrevs ingående landet Jih-pun med historia, kultur och samhällskick, liksom en mängd företeelser hämtade från japansk mytologi. Jih-pun beskrevs vara beläget i kampanjvärlden Ereb Altor, på andra sidan havet, långt väster om Trakorien. Ett tjugosidigt häfte med introduktionsäventyret Leka med elden samt klan-, djur- och rollformulär medföljde också.
Spelet hade sitt ursprung i en artikelserie av Gunilla Jonsson som publicerades i Sinkadus 5 och 6 1986–1987 och påannonserades första gången i Sinkadus 8, 1987, då kallat "Nippon". Fler artiklar i Sinkadus följde efter utgivningen, se Lista över utgivet material.
Till Drakar och Demoner Samuraj gavs två tillbehör ut, ett rollformulärsblock och kampanjmodulen Shoguns vrede.

#### Femte utgåvan, 1991
Drakar och Demoner-versionen från 1991 innebar en rejäl omarbetning av reglerna i och med att grund- och Expertreglerna slogs ihop. De nya reglerna var i stort sett bakåtkompatibla med Expertreglerna, men innehöll ett antal skillnader som främst rörde skapandet av rollpersonen. I stället för att som i tidigare versioner slumpa fram rollpersonens grundegenskaper så infördes ett system där spelaren fick köpa rollpersonens grundegenskaper och ras (folkslag) för "bakgrundspoäng" och satsa poäng vid slumpningen av särskilda förmågor, svärdshand, socialt stånd och startkapital. Överblivna bakgrundspoäng kunde växlas in mot erfarenhetspoäng med vilka färdighetsvärdena köptes. Systemet med bakgrundspoäng gav spelaren större möjligheter att själv välja rollpersonens egenskaper istället för den tidigare slumpmässiga processen. 
Vidare infördes hårdare styrda yrken, något påminnande om Dungeons & Dragons klasser. I tidigare versioner av spelet talade yrkena bara om vilka färdigheter rollpersonen hade möjlighet att lära sig innan äventyrandet börjar och olika färdigheter kostade olika mycket att köpa beroende på hur svåra de bedömdes vara. I 1991 års regler styrde däremot yrkesvalet vilka färdigheter rollpersonen hade lätt att lära sig (billiga) och vilka rollpersonen hade svårt för att lära (dyra). Yrkesvalet påverkade alltså rollpersonens framtid. Varje yrke fick dessutom en yrkesförmåga som vanligtvis innebar en viss bonus vid utförandet av vissa yrkesrelaterade handlingar.
Det omfattande magisystemet i Expertreglerna hade i 1991 års regler bantats till att omfatta endast tre magiskolor, animism, elementarmagi och mentalism.

#### Sjätte utgåvan, 1994
Drakar och Demoners sjätte utgåva innebar att Drakar och Demoner för första gången fick en officiell kampanjvärld, Chronopia, författad av Bill King (som bland annat skrivit mycket för Warhammer Fantasy Roleplay). Reglerna var anpassade för spelvärlden men var i stort sett bakåtkompatibla med 1991 års utgåva.

### Riotminds (2000–2021)
Efter att Target Games drabbats av ekonomiska problem i slutet av 1990-talet och slutat göra rollspel överfördes rättigheterna till Paradox Entertainment som licensierade ut Drakar och Demoner till det fristående företaget Riot Minds.

#### Sjunde utgåvan, 2000
Rot Minds gav år 2000 ut en helt ny version av spelet, utan koppling regel- eller världsmässigt med någon av Äventyrsspels versioner. Denna gång utspelade sig spelet i Trudvang, en kampanjvärld som främst inspirerats av nordisk mytologi, skandinaviska folksagor och konstnärer som John Bauer. Utgåvan kallades "Drakar och Demoner 6" av Riot Minds, förkortat "DoD6".
År 2002 utökades sjunde utgåvan med expansionsmodulen Drakar och Demoner Expert: Rollpersonen, förkortat "DoD6e", vilken 2004 följdes av Drakar och Demoner Expert: Magi.

#### Åttonde utgåvan, 2003
Drakar och Demoner reviderades 2003 och delar av Expertreglerna infogades i grundreglerna.

#### Nionde utgåvan, 2006
Efter att Riot Minds köpt rättigheterna till Drakar och Demoner gavs Drakar och Demoner Trudvang ut. Spelet utspelar sig som de två tidigare utgåvorna från Riot Minds i världen Trudvang.

#### Nylansering, Tionde utgåvan, 2016
Hösten 2015 meddelade Riot Minds att de hade för avsikt att göra en nylansering av "den mest populära versionen, den från 1987". Enligt förlaget skall, sånär som på nya bilder samt ett nytt introduktionsäventyr, den nya versionen bli så gott som identisk som den gamla. Den 16 maj 2016 meddelade Riot Minds via sin Facebooksida att "Drakar och Demoner Trudvang" kommer byta namn till kort och gott "Trudvang" för att förhindra förvirring. Spelet gräsrotsfinansierades via internetplattformen Kickstarter, genom vilken man samlade in 783 683 kronor.

### Fria Ligan (2022-)

#### Elfte utgåvan, 2023
Under sensommaren 2022 lanserade Fria Ligan en ny version av Drakar och Demoner via Kickstarter, som drog in 7 820 052 kronor , nästan exakt 10 gånger så mycket som Riot Minds tionde utgåva. Den drar kraftig inspiration från de äldre versionerna från Äventyrsspel. Efter att ha finansierats via Kickstarter började det färdiga spelet skickas ut till sponsorerna i mitten av juli 2023. Officiell lansering av nya utgåvan av Drakar och Demoner var den 15 augusti 2023.   
Fria Ligan har tillsammans med Länsteatern på Gotland ingått samarbete med den svenska rollspelsgruppen Arkaniversum för att producera en rollspelsserie i 10 avsnitt för nästa generations rollspelare. Avsnitten innehåller även pedagogiska inslag där reglerna och spelmekanismerna från Drakar och Demoner förklaras för såväl nybörjare som tidigare rollspelare. Serien vänder sig till personer från 12 år och uppåt.  
Den elfte utgåvan av rollspelet har även gett upphov till en romanserie om tre delar, skriven av E.P. Uggla.   

## Kampanjvärldar

### Ereb Altor
Drakar och Demoner var före 1994 års utgåva ett generellt fantasyrollspel utan officiell kampanjvärld. De flesta produkter Äventyrsspel gav ut innan dess utspelade sig emellertid i kampanjvärlden Ereb Altor, utgiven 1989. 
Sedan 2007 pågår ett projekt att samla all "lös" information som fanns om Ereb Altor och samla det på samma plats på Internet under webbadressen erebaltor.se
Då företaget Riot Minds har licensen för Drakar och Demoner inleddes samtal i början av 2007 om licens för att kunna använda allt originalmaterial som fanns publicerat samt egenskapat material för spelvärlden. I juni 2007 valde de ansvariga för erebaltor.se att tacka nej till Riot Minds licens och istället skapa ett Ereb Altor "med egna ord".
I modulen Drakar och Demoner: Ereb Altor som gavs ut 2019 av Riotminds har mer än 1000 år gått sedan det ursprungliga Ereb Altor fanns. Efter att ett jättelikt svart hål uppstått i västra havet och orsakat en superflux ledde en lång tids mörker till att unionsriket Caldarox uppstått ur ruinerna av det som en gång var Ereb Altor.  

### Chronopia
Med 1994 års utgåva av spelet följde kampanjvärlden Chronopia, en mörk, våldsam storstad. Chronopia författades av Bill King som tidigare hade skrivit mycket för Warhammer Fantasy Roleplay.

### Trudvang
Riot Minds utgåva från 2000 innehöll den nya kampanjvärlden Trudvang, med tydlig inspiration från nordisk mytologi. Riot Minds produkter har också kännetecknats av en hög grafisk standard där stämningsgivande bilder spelat en viktig roll, inspirerade av bland andra konstnären John Bauer. Spelbara raser är människor, alver, dvärgar och halvblod (halv-alver eller halv-troll). Varje ras delas in i olika antal "folkslag", exempelvis alverna i Illmalaina (månalver) och Korpikalla (skogsalver), samt dvärgarna i Borjornikka (grådvärgar) och Buratja (mörkdvärgar, eller eldfängda dvärgar).
Trudvang är en kontinent som kan delas upp i fyra till fem olika delar. I väst ligger Västermark eller Vastermark, i centrala Trudvang ligger Mittland och i öst ligger Osthem. Utöver dessa så finns i söder en stor ö kallad Soj som i huvudsak är bebodd av alver, och i norr finns det för de flesta obeboeliga Isvidda eller Nhoordland. Som andra nämnvärda områden finns Svartliden, en delvis alvbebodd skog som sträcker sig över hela kontinenten i norr. Svartliden har stora likheter med Mörkmården eller Mörkveden, skogen från J.R.R. Tolkiens böcker om Härskarringen. Norr om Svartliden ligger en massiv bergskedja kallad Jaarngand som skiljer Isvidda från övriga Trudvang. Under Jarngand bor spelvärldens dvärgar.
Tre böcker avsedda att förklara Osthem, Mittland och Västermark har publicerats. Dessutom har ytterligare ett tillägg, Eld och sot, släppts. Eld och sot förklarar och beskriver dvärgrasernas levnadsmiljö och livsstil.

### Dimmornas dal
Fria Ligans utgåva av spelet lanserades med en förhållandevis liten spelvärld som omfattar endast en dal. I dalen finns en handfull äventyrsplatser varav en by som heter Utkante från det tidigare utgivna äventyret Dimön. Till äventyrsplatserna lanserades även ett antal äventyr med grundspelet. 

## Lista över utgivet material

### Till spelvärlden Ereb Altor och moduler för övriga världar
- Drakar och Demoner - grundregler, första utgåvan ("1.0", 1982)
- Tvillingbergen - äventyr (utgivet av Titan Games) (1983)
- Spindelkonungens pyramid - äventyr (1983)

- Drakar och Demoner - grundregler, andra utgåvan ("2.0", 1984), även reviderad ("2.1", 1985)
- Dimön - äventyr (1984)

- Drakar och Demoner Expert - expansionsmodul (1985)
- Monsterboken - kampanjmodul (1985)
- Havets vargar - äventyr (1985)
- Döda skogen (Ärans Väg 1) - äventyr (1985)
- Maktens portar (Ärans Väg 2) - äventyr (1985)
- Kandra - kampanjmodul (1986)
- Mörkrets hjärta (Ärans Väg 3) - äventyr (1986)
- Svart duell / Skönheten och odjuret - Äventyrspaket 1 - äventyr (1986)
- Rösten från forntiden - äventyr (1986)
- Drakar och Demoner Gigant - expansionsmodul (1987)

- Drakar och Demoner - grundregler, tredje utgåvan ("3.0", 1987)
- Drakar och Demoner Samuraj - expansionsmodul, kampanjmodul (1987)
- Monsterboken II - kampanjmodul (1987)
- Novastenen / Jeraz - Äventyrspaket 2 - äventyr (1987)
- Svavelvinter (Svavelvinter 1) - äventyr (1987)
- Drakar och Demoner Ivanhoe - kampanjvärld (1988)
- Trakorien - kampanjmodul (1988)
- Marsklandet - kampanjmodul (1988)
- Ereb Altor - kampanjmodul (1989)
- Monturerna - kampanjmodul (1989)
- Monster och Män i Ereb Altor - kampanjmodul (1989)
- Torshem - kampanjmodul, äventyr (1989[12])
- Barbia - äventyr (1989)
- Djupets fasor - äventyr (1989)
- Shoguns vrede - äventyr (1989)
- Dödens väg - äventyr (1989)
- Drakar och Demoner Magi - expansionsmodul (1990)
- Drakar och Demoner Monster - kampanjmodul (1990)
- Magilre - äventyr (1990)
- Enhörningshornet - äventyr (1990)
- Oraklets fyra ögon (Svavelvinter 2) - äventyr (1990)
- Handelsfursten (Härskarserien 1) - äventyr (1990)
- Tempelherren (Härskarserien 2) - äventyr (1990)
- Demonprinsen (Härskarserien 3) - äventyr (1990)

- Sinkadus-artiklar om Drakar och Demoner Samuraj
- Drakar och Demoner reser till Japan (1986; artikel av Gunilla Jonsson, Sinkadus 5)
- Ninja - Skuggkrigare. Döden ur mörkret - ninjan (1986; artikel av Gunilla Jonsson, Sinkadus 5)
- Spökgeneralen (1986; äventyr av Gunilla Jonsson, Sinkadus 5)
- Drakflöjten (1987; äventyr av Gunilla Jonsson, Sinkadus 6)
- Örter och droger i Samuraj (1988; artikel av Henrik Strandberg, Sinkadus 13)
- Klaner i Jih-pun (1988; artikel av Henrik Strandberg, Sinkadus 13)
- Mon-do. En inblick i japansk heraldik (1988; artikel av Henrik Strandberg, Sinkadus 14)
- Alternativt skadesystem till Samuraj (1988; artikel av Henrik Strandberg, Sinkadus 16)
- Kopparringen (1988; äventyr av Michael Petersén, Anders Blixt och Henrik Strandberg, Sinkadus 19)

- Drakar och Demoner - grundregler, fjärde utgåvan ("4.0", 1991)
- Svartfolk - expansionsmodul, kampanjmodul (1991)
- Kopparhavets kapare - expansionsmodul, kampanjmodul (1991)
- Krilloan - kampanjmodul (1991)
- Helvetesfortet (Den nidländska reningen 1) - äventyr (1991)
- Melindors återkomst (Den nidländska reningen 2) - äventyr (1991)
- Nidland (Den nidländska reningen 3) - äventyr (1991)
- Kristalltjuren (Svavelvinter 3) - äventyr (1992)
- Krigarens handbok - expansionsmodul (1992)
- Tjuvar och lönnmördare - expansionsmodul (1992)
- Drakar - expansionsmodul (1992)
- Kaos väktare - expansionsmodul, kampanjmodul (1993)
- Magikerns handbok - expansionsmodul (1993)
- Alver - expansionsmodul, kampanjmodul (1993)
- Hjältarnas handbok - expansionsmodul (1994)
- Den femte konfluxen (Svavelvinter 4) - äventyr (1994)

### Till spelvärlden Chronopia
- Drakar & Demoner - grundregler, femte utgåvan ("5.0" el. "Chronopia", 1994)
- Vapen & rustningar i Chronopia - expansionsmodul (1996)
- Magi i Chronopia - expansionsmodul (1996)
- Dvärgar i Chronopia - expansionsmodul (1996)
- Svärd och svartkonst - expansionsmodul (1996)
- Mörkrets väktare - expansionsmodul (1996)
- Cirkus Kad - äventyr (1997)
- Alver i Chronopia - expansionsmodul (1996)
- Mörkrets krigare - expansionsmodul (1996)
- Svartblod i Chronopia - expansionsmodul (1997)
- Väsen i Chronopia - expansionsmodul (1997)
- Altors baksida - expansionsmodul (1998)
- Blodsband - äventyr (1997)
- De fördömdas armé - äventyr (1998)

### Till spelvärlden Trudvang
- Drakar och Demoner - grundregler, sjunde utgåvan
- Drakar och Demoner - grundregler, åttonde utgåvan (sjunde reviderad)
- Drakar och Demoner Expert: Rollpersonen - expansionsmodul
- Drakar och Demoner Expert: Magi - expansionsmodul
- Jorges Bestiarium - expansionsmodul. Innehåller över 60 varelser och monster. Den är skriven som varande anteckningar gjorda av den fiktive bestarien Jorge, angående dennes iakttagelser av de varelser och väsen som befolkar Trudvang. Bokens illustrationer är gjorda av Alvaro Tapia och Peter Bergting, med flera.
- Osthem - kampanjmodul
- Mittland - kampanjmodul
- Vildhjarta - äventyr, del ett av Den svarta solen.
- Snösaga - äventyr, del två av Den svarta solen.
- Eldsjäl - äventyr, del tre av Den svarta solen.
- Drakar och Demoner Trudvang - grundregler, nionde utgåvan
- Eld och sot - kampanjmodul
- Galtevår - äventyr
- Vastermark - kampanjmodul
- Likstorm - äventyr, avslutande delen av Den svarta solen.
- Trudvangs Äventyrare - Blandade extraregler. Omfattar bland annat hjälpmedel vid skapande av spelkaraktärer, fler fördjupningar, hjältedåd och nya vapenregler.[13]

### Till Drakar och Demoner 2016
- Drakar och Demoner - Grundregler (2016[14])
- Skymningshavets gåtor - en sjöfararsetting inspirerad av antiken, skriven av Anders Blixt (2016)
- Drakar och Demoner: Ereb Altor - En ny variant av världen Ereb Altor efter en så kallad superflux. Undertitel Volym 1: Caldarox (2019)
- Monsterboken - Spelsupplement (2020)

### Till Drakar och Demoner 2022
Drakar och Demoner - Grundspel (2022)
Monsterboken (2023)
Ärans väg (2024)

### Till Drakar och Demoner 2022 - under tredjepartslicensen[15]
Det krypande mörkret (2023)
Den brända jorden (2023)
Shadow over Gloomshire (2024)
Vildmarkens varelser (2024)
Bordonius öde (2024)
Ondskan vid stigens slut (2024)
Windheim Världsbok (2024)
Windheim Spår av mörker (2024)
Drakborgen (2025)
Durgaz arvtagare (2025)
Tjuvar (2025)
Lönnmördare (2025)
Intermezzon (2025)
Tjuvhugg går igen (2025)
Rollformulär (2025)
Valan och vidundret (2025)
Gudaulven från Klippiga bergen (2025)